# Враг на народа
Враг на народа е политически термин, с който се означават опоненти на използваща го група, обикновено представляваща някаква част от върхушката в недемократично, тоталитарно или авторитарно общество. В редица случаи понятието е формулирано и закрепено и чрез закони, въпреки че може да бъде и само фраза, обозначаваща някаква предполагаема или реална настройка или поведение, спрямо групата, определяна с него, като "народ".

## Произход и история

### Рим
В Древния Рим названието ,,враг на народа" (hostis populi) се използва за посочване на онези, с които Рим е във война. По-късно се въвежда форма на проскрипция, с която Сенатът обявява определени лица за обществени врагове (на латински: hostis publicus – буквално „враг на обществото“), оприличавайки ги на вражески войни, които следва да бъдат безусловно унищожавани.
През 68 г. Римския сенат обявява император Нерон за „враг на народа“, след Големия пожар в Рим и последвалите го бунтове на легионите из провинциите.

### Велика френска революция
По времето на Френската революция римската практика се възражда и аналогично добива юридическа форма. Революционната реторика нарича "врагове на народа" (ennemi du peuple, букв. неприятели на народа) противопоставящите се на извоюваното от революционерите. Конвентът приема т.нар. Закон от 22 прериал, отличаващ се с разтеглива формулировка и лишаващ обвиняваните от всякаква юридическа защита.

### Най-нова история
През XX век  терминът „враг на народа“ широко се използва в страните от Източния блок, където е пренесено със съветската (характерната за Съветския съюз) идеология и се свързва с нея. Той е използван още през лятото преди Октомврийската революция, но особено по късно често е употребяван от Владимир Ленин и други комунистически и социалистически политици, като синоним на "контрареволюционер". През 1936 г. му се придава юридическа форма, след като е упоменат в Конституцията на СССР, но с новата конституция по времето на Леонид Брежнев тя е отменена.
След комунистическия преврат в България за врагове на народа са обявени всички евентуални противници на новия режим и по-късно така са окачествени конкретно много хора - предимно представители на интелигенцията, вкл. учители, свещеници, индустриалци и политици.
През 2017 г. президентът на САЩ Доналд Тръмп нарича медиите, които не одобрява, „враг на народа“.